# Parysatis II
Parysatis II – najmłodsza córka króla perskiego Artakserksesa III z dynastii Achemenidów, poślubiona przez króla Aleksandra Macedońskiego w 324 p.n.e. podczas wesela w Suzie.